# Oreochromis
Oreochromis é um gênero de peixes da família Cichlidae.

## Espécies
- Oreochromis amphimelas
- Oreochromis andersonii (Castelnau, 1861)[carece de fontes?] — Three-spotted tilapia
- Oreochromis angolensis (Trewavas, 1973)[carece de fontes?]
- Oreochromis aureus (Steindachner, 1864)[carece de fontes?] — Blue tilapia
- Oreochromis chungruruensis
- Oreochromis esculentus — Singida tilapia
- Oreochromis hunteri — Lake Chala tilapia
- Oreochromis ismailiaensis Mekkawy, 1995[carece de fontes?]
- Oreochromis jipe — Jipe tilapia
- Oreochromis karomo — Karomo
- Oreochromis karongae
- Oreochromis korogwe — Korogwe tilapia
- Oreochromis lepidurus (Boulenger, 1899)[carece de fontes?]
- Oreochromis leucostictus
- Oreochromis lidole
- Oreochromis macrochir (Boulenger, 1912)[carece de fontes?] — Longfin tilapia
- Oreochromis malagarasi Trewavas, 1983[carece de fontes?]
- Oreochromis mortimeri (Trewavas, 1983)[carece de fontes?] — Kariba tilapia
- Oreochromis mossambicus — Mozambique tilapia
- Oreochromis mweruensis
- Oreochromis niloticus — Nile tilapia
- Oreochromis pangani
  - Oreochromis pangani girigan (Lowe, 1955)[carece de fontes?]
  - Oreochromis pangani pangani
- Oreochromis placidus (Trewavas, 1941)[carece de fontes?]
  - Oreochromis placidus placidus — Black tilapia
  - Oreochromis placidus ruvumae (Trewavas, 1966)[carece de fontes?]
- Oreochromis rukwaensis — Lake Rukwa tilapia
- Oreochromis saka (Lowe, 1953)[carece de fontes?]
- Oreochromis salinicola (Poll, 1948)[carece de fontes?]
- Oreochromis schwebischi (Sauvage, 1884)[carece de fontes?]
- Oreochromis shiranus Boulenger, 1897[carece de fontes?]
  - Oreochromis shiranus chilwae (Trewavas, 1966)[carece de fontes?] — Chilwa tilapia
  - Oreochromis shiranus shiranus
- Oreochromis spilurus (Günther, 1894)[carece de fontes?]
  - Oreochromis spilurus niger Günther, 1894[carece de fontes?] — Athi River tilapia
  - Oreochromis spilurus percivali (Boulenger, 1912)[carece de fontes?] — Buffalo Springs tilapia
  - Oreochromis spilurus spilurus — Sabaki tilapia
- Oreochromis squamipinnis
- Oreochromis tanganicae
- Oreochromis upembae (Thys van den Audenaerde, 1964)[carece de fontes?]
- Oreochromis urolepis (Norman, 1922)[carece de fontes?]
  - Oreochromis urolepis hornorum — Wami tilapia
  - Oreochromis urolepis urolepis (Norman, 1922)[carece de fontes?] — Rufigi tilapia
- Oreochromis variabilis — Victoria tilapia